# 西班牙歷史

西班牙历史可以追溯到史前时期和古典时期地中海沿岸罗马人、希腊人和腓尼基人的在伊比利亚半岛人类活动。中世纪后期西班牙发展成为全球性帝国，十七世纪后西班牙帝国逐渐衰落，二十世纪西班牙经历了内战和军政府统治，直到1975年成为君主立憲制國家，现为欧盟成员国。
公元711年，柏柏尔人和阿拉伯人的军队（西班牙人统称他們为摩尔人）入侵西班牙，并几乎征服整个伊比利亚半岛。在接下来750年里，独立的穆斯林国家相继建立，而穆斯林控制的区域被称为阿尔-安达卢斯。同时，北方弱小的基督教国家在宗教势力支持下展开對半岛漫长的收复运动，史称收复失地运动。随着1492年基督徒攻取格拉纳达，该运动宣告落幕。收复失地运动的結果，使伊比利半島形成眾多基督教王國，為首的是卡斯提爾王國、阿拉貢王國、納瓦拉王國、葡萄牙王國。除上述四國外，還有卡斯提爾國王兼任君主的萊昂王國、加利西亞王國、托莱多王國、穆爾西亞王國、科爾多瓦王國、哈恩王國、塞維利亞王國、格拉納達王國、阿斯圖里亞斯親王國、阿拉瓦侯國、比斯開莊園、莫利納莊園（以上諸國與卡斯提爾王國形成卡斯蒂利亞王權）；阿拉貢國王兼任君主的巴塞羅那伯國、瓦倫西亞王國、馬略卡王國（以上諸國與阿拉貢王國形成阿拉貢王權）。
1469年，卡斯提爾公主伊莎貝拉與阿拉貢王子費迪南聯姻，1474年，伊莎貝拉即位為卡斯提爾女王伊莎貝拉一世，1479年，費迪南即位阿拉貢國王費迪南二世，兩人的聯姻使兩人得以共同統治絕大部分西班牙領土。1509年，费迪南以摄政名义架空自己的女儿卡斯蒂利亚女王胡安娜并将其囚禁。费迪南於1512年成為納瓦拉國王後，成為西班牙全境唯一的实权君主，從而使西班牙全境政治達成統一。1516年费迪南死后，胡安娜的长子卡尔以与母共治的名义继位，即卡洛斯一世，因而建立了西班牙哈布斯堡王朝，并为了独揽大权继续将胡安娜囚禁至死。然而在1833年之前，西班牙境內的眾多基督教王國，並未正式形成為單一且長期持續的西班牙王國。
1492年，格拉纳达陷落的同一年，克里斯托弗·哥伦布首次扬帆出海寻找新大陆，揭开西班牙殖民帝国興盛的序幕。著名的异端裁判所也在这时建立，大批不愿改宗天主教的犹太人和穆斯林被驱逐出国。
在接下来三个世纪裡，西班牙諸國成为全球最重要殖民勢力。它是文艺复兴时期欧洲最强大的国家，同时也是16世纪和17世纪大部分时间裡最重要的全球力量。西班牙文学和艺术、各种学术研究和哲学，都在这时繁盛起来。西班牙諸國在美洲建立幅员广阔的帝国，从加利福尼亚延伸至巴塔哥尼亚，此外还包括西太平洋上多个殖民地。在殖民地源源不断的财富支持下，西班牙諸國卷入欧洲多次宗教战争和政治阴谋中，在这期间，它取得但是最后又失去廣濶的领土，包括：部分尼德兰、意大利、法国和德意志，并先後与法国、英国和瑞典爆发战争。值得一提的是，它还在地中海、北非和土耳其帝国进行数场战争。西班牙諸國的欧洲战争換来经济上的重大损失；在17世纪的下半叶，哈布斯堡皇室腐敗的统治最终导致帝国的衰落，以西班牙王位继承战争为标志，这场战争最终使西班牙从欧洲的领导地位上滑落，但西班牙仍然是個占据优势的殖民国家。
18世纪，西班牙諸國新的王朝——波旁王朝建立，由於大部分的阿拉貢王冠諸國貴族於西班牙王位继承战争中反對波旁王朝出身的費利佩五世，因此費利佩五世繼承西班牙諸國的王位後頒布新基本法令，1707年至1716年間相繼取消阿拉貢、加泰隆尼亞、瓦倫西亞、馬略卡等國的議會與自治立法權，使上述諸國納入卡斯提爾王冠領的管轄，阿拉貢王冠領消亡。波旁王朝的统治者曾努力的复兴该国家，并取得一些成功，这种成功在对美国独立战争的介入中达到顶峰。但在18世纪末，局势又开始逆转。18世纪和19世纪之交的法国大革命和拿破仑战争在全欧洲引起混乱，1808年，半島戰爭爆發，法蘭西皇帝拿破崙一世的兄長約瑟夫·波拿巴（即何塞一世）成為西班牙諸國國王，頒布巴約訥規約，使西班牙第一次成為這個國家的正式稱呼，但戰爭的失敗使這個新生政權迅速覆滅。1812年，效忠波旁王朝的加地斯議會所通過的西班牙憲法亦沿用西班牙諸國作為國號，然而1813年12月，波旁王朝復辟後，斐迪南七世卻廢除1812年西班牙憲法。
半島戰爭使得西班牙本土對於美洲殖民地的控制力減弱，使得西班牙諸國於美洲的殖民地使以相继独立。1836年憲法使得伊莎貝拉二世成為西班牙諸國女王，此後西班牙一直是正式國號，未再變動，1869年憲法使得阿馬德奧一世成為西班牙國王，西班牙諸國到西班牙的轉變，象徵這個國家進一步的統一。然而半島战争之后，西班牙在代表自由主义、保守主义和其他派别的政党的相互纠缠中变得软弱不堪，各政党都没有足够的力量组成长期的政权以有效的解决国内的问题。民族主义运动在老帝国最后的殖民地（古巴和菲律宾）中出现，导致西班牙和美国发生美西战争，结果在19世纪末，西班牙失去其最后几块殖民地。
20世纪初，西班牙的政局越来越动荡，1931年，君主制被廢除，社會主義者建立西班牙共和國，然而1936年爆发血腥的内战。内战最后以弗朗西斯科·佛朗哥领导的民族主义独裁登台，西班牙共和國被廢除而告终结，他控制着西班牙政府到1975年。西班牙在二战中是中立国，不过许多西班牙志愿者都出现在战争双方的阵营当中。战后时期国内局势相对稳定（但仍发生注目的巴斯克民族解放運動），在60年代和70年代经历经济的快速增长。1975年，佛朗哥去世，由胡安·卡洛斯王子带领的波旁王室回到国内。尽管国内的紧张局势仍然存在（如穆斯林移民问题和巴斯克地区问题），但是现代西班牙显示在胡安·卡洛斯一世领导下，作为君主立宪制国家的健康、现代、民主的发展趋向，是欧洲生活水平提高快速的地区。現今西班牙是欧盟成员国之一，并举办1982年世界杯及1992年夏季奥运会。

## 早期時代
人类在欧洲居住的最早记录是在西班牙的阿塔普埃尔卡山发现的，这里出土的化石距今約120万年。 现代人种中的克罗马农人在3万5000年前开始从比利牛斯山脉北部进入伊比利亚半岛。伊比利亚半岛上人类居留地最明显的标志是阿尔塔米拉洞窟的著名岩画，这批岩画完成于公元前25000年至前10000年之间，并被认作岩画艺术的杰出代表。在随后的中石器时代，莱万特地区亦发现了大量岩画，作画更为精细，并强调人类的形象，其中还包括了战争、处决等场面，暗示着此时可能已经形成了有组织的社会:2。公元前3800年起，伊比利亚半岛多处掀起了巨石建筑的潮流，当时的建筑沿大西洋和南部海岸呈马蹄状分布，而在莱万特和梅塞塔却缺失；其中多为墓葬，又以安达卢西亚的安特克拉石墓遗址最为壮观:2。
公元前2600年左右，阿尔梅里亚地区的洛斯米利亚雷斯便进入青铜时代，此外还有穆尔西亚的晚期阿尔加文化和拉曼查的莫蒂拉斯文化。:2
在其后的几个世纪里，扬帆而来的腓尼基人、希腊人和迦太基人成功的在伊比利亚半岛的地中海沿岸定居下来，并建立商业据点。大约公元前11世纪，腓尼基商人在靠近塔特苏斯（Tartessos）的地方建立商业据点加的斯。公元前9世纪，第一批希腊殖民地，如恩波里翁（Emporion），在伊比利亚半岛东部的地中海沿岸建立。希腊人以埃布罗河（Iber，西班牙名为Ebro）为这片地区取名伊比利亚（Iberia）。公元前6世纪，迦太基人抵达伊比利亚半岛，最初与希腊人，不久之后又与初来乍到的罗马人争夺西地中海的控制权。他们最重要的殖民地是卡塔赫纳（新迦太基）。
罗马人在入侵伊比利亚半岛时遇见的土著居民是伊比利亚人，他们居住在从半岛西南部到半岛东北部的一带地区；而凯尔特人则大多居住在半岛的北部和西北部。在半岛内陆地区，两个种族相互接触，产生一种混合的、别具特色的文化，拥有这种文化的居民被称为凯尔特伊比利亚人。 公元前181年至133年，在强大的罗马共和国军团和近西班牙的凯尔特伊比利亚人部落间发生战争，被称为凯尔特伊比利亚战争（或被称为西班牙战争）。

## 罗马統治时代

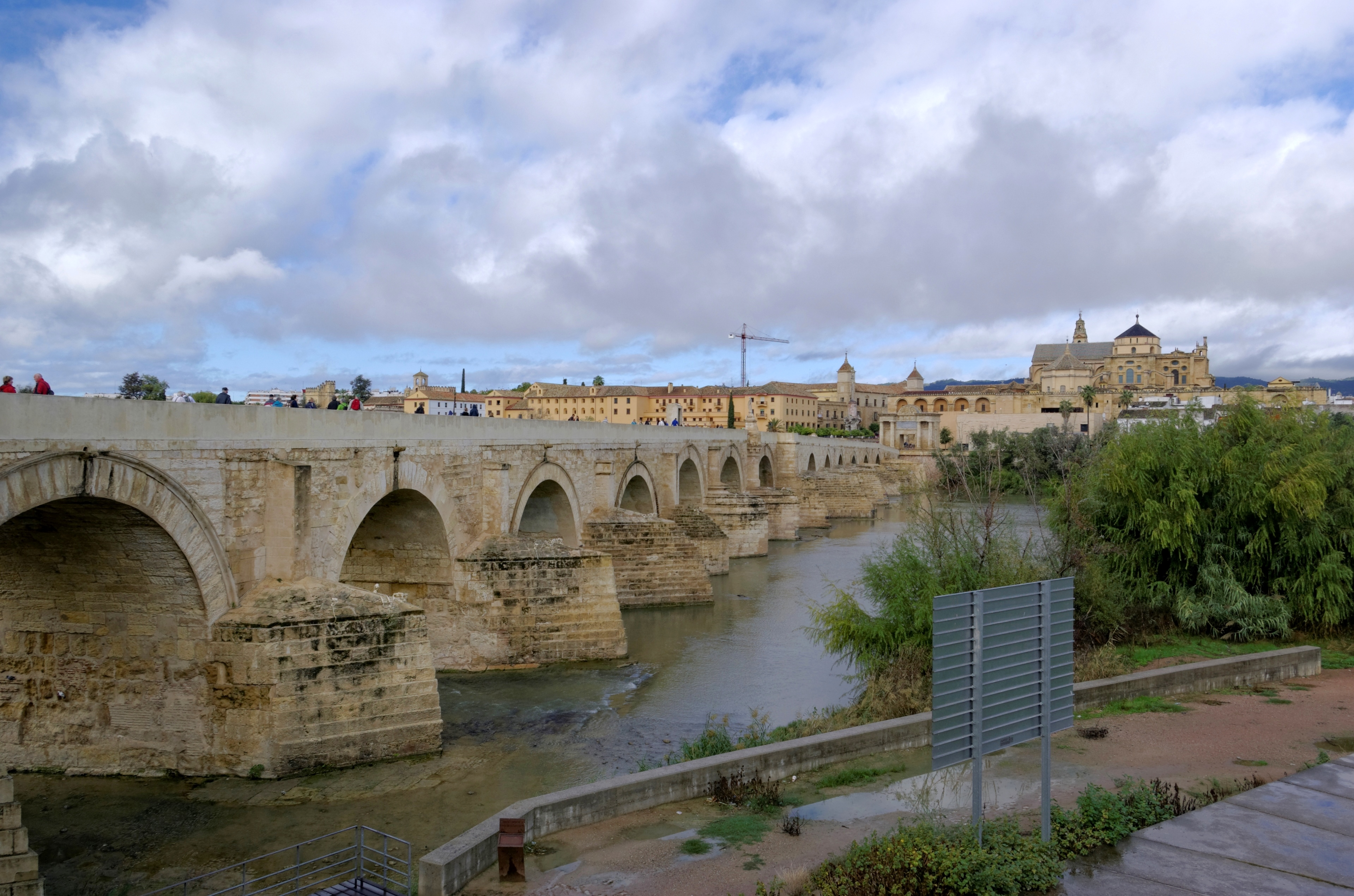
科尔多瓦地区留存的罗马时期的桥梁

在罗马共和国晚期，其治下的伊比利亚半岛被分为远西班牙和近西班牙；而在罗马帝国时期，伊比利亚半岛则被划分为东北部的塔拉哥那、南部的贝提卡（大致相当于今日的安达卢西亚）和西南部的卢西塔尼亚（相当于今日的葡萄牙）。
凯尔特人和伊比利亚人都被不同程度的罗马化， 当地的首领也被吸收进罗马的贵族阶层。
罗马人发展原有的城市，如塔拉戈纳，同时又兴建一批城市，如萨拉戈萨、梅里达、巴伦西亚、莱昂和巴达霍斯等。 在罗马统治下，半岛的经济得到快速发展。伊比利亚半岛为罗马提供粮食、橄榄油、葡萄酒和金属。图拉真、哈德良和狄奥多西一世3位罗马皇帝、哲学家塞内卡、诗人马蒂阿尔、昆提良和卢肯都出生于西班牙。西班牙主教从306年开始在埃尔韦拉（古西班牙城市，即今日的格拉纳达）驻节。
公元5世纪，随着罗马帝国的衰亡，第一批日耳曼部落入侵伊比利亚半岛。 西哥特人、苏维汇人、汪达尔人和阿兰人跨过比利牛斯山脉相继进入西班牙。 其中，已被罗马化的西哥特人在公元415年攻占西班牙，其后改宗信罗马天主教。在攻占西北部处于混乱中的苏维汇人和东南部的东罗马帝国领土后，西哥特王国最终控制伊比利亚半岛的大部。
在欧洲黑暗时代，西罗马帝国的崩溃并未使西班牙的古典社会乃至政府机构、基础设施和经济如同不列颠、高卢和下日耳曼尼亚等地区那般遭受毁坏。西班牙现今的语言、宗教信仰以及法律基础都来自于那个时期。罗马人数个世纪的定居和统治对西班牙文化产生深刻而持久的影响。

## 西哥特人統治时期（410－721）

穆斯林征服之前的公元700年时，西哥特王国的区域划图

罗马帝国衰亡之后，日耳曼诸部落开始侵入帝国疆域，其中数个部落后来在欧洲各地定居下来并继承罗马人的遗产，建立多个王国。伊比利亚半岛自410年之后就为西哥特人所统治。在伊比利亚半岛，如同其他地区一般，帝国的衰亡是缓慢无声的，而非疾风骤雨般的为人所惊觉。其间并无一个确切的“衰亡”的时间点，而是表现为3-5世纪间伊比利亚半岛地区“去罗马化”的过程和中央政权的衰弱。比如对罗马法律最明显的改动就是用拉丁文撰写的哥特法典（Liber Iudiciorum）。不过同时，居住在上日耳曼-雷蒂安边墙两侧的日耳曼人和匈人则经历着一个“罗马化”的过程。如西哥特人，甚至在他们在匈人的压力下进入帝国领域之前的360年，就已经改宗信亞留派。406年12月31日，汪达尔人、苏维汇人（属日耳曼人）和阿兰人（属萨尔马提亚人）武力侵入帝国边界。三年后他们跨过比利牛斯山脉进入伊比利亚半岛，瓜分半岛西部地区。西哥特人亚拉里克一世则在410年8月攻陷并洗劫罗马，并于412年到达阿基坦高卢，建立图卢兹的西哥特王国，并逐渐将他们的疆土扩展至伊比利亚半岛。而汪达尔人和阿兰人则被迫迁徙至北非，两者均没有在西班牙文化中留下长期影响。西哥特王国将首都迁至西班牙的托莱多，在雷奥韦吉尔德（Leovigild）的统治下进入发展的黄金时期。
重要的是，西班牙从未发生如同不列颠、高卢、意大利和日耳曼地区那般明显的、可被观察到的古典文化的衰退；同时在415-711年西哥特王国统治期间的大部分时间里，西班牙人对于延续自同一体系的法律法规表现出寬容與尊重。西哥特王国和地中海地理位置上的接近和西地中海地区商业贸易的持续，虽然贸易量有所萎缩，支撑西哥特文化的发展。信亞留派的西哥特贵族普遍与当地的天主教信众保持着距离。西哥特的统治阶级追逐东罗马帝国的君士坦丁堡的文化与技术，但是天主教的主教们则是西哥特人的大敌，而且东罗马帝国还曾短暂的入侵过西班牙的科尔多瓦。
亞留派在西班牙传播的时间并不算长。587年，托莱多的西哥特国王雷卡多改宗信天主教，从而结束国内关于亞留派的争端，并以此为契机统一国内的宗教信仰。546年举行的莱里达会议则约束神职人员的行为，并扩大法律对其的统辖权。
在西班牙，西哥特人从近古时代（Late Antiquity）继承一整套的封建制度：在南方，以罗马的庄园制度为基础；在北方，则分封土地给各诸侯，后者则提供军队。军队中的大部分士兵是由奴隶组成的，多数都是从农村地区抽调而来。由贵族组成的松散议会——它向国王提出建议并保证国王统治的合法性——负责维持这支军队，并且只有在其同意下国王才能调动这支军队。
西哥特人的统治并未如之前的西罗马所建立的官僚制度般，在社会上造成广泛的影响；他们更倾向于维持一种温和的野蛮人统治——毫不关心国内局势和经济发展，只为个人利益着想。这个时期很少有文学作品流传下来，大规模的文学创作并未在民众阶层中出现——这种情况直到穆斯林统治时期才出现——更多的只是表现为孤立的创作；而西哥特语言对于现今伊比利亚半岛语言的影响也十分微弱。西哥特人最重大的影响是造成西班牙城市的衰弱，因为他们大部分都迁居至农村。尽管和此时处于饥荒中的法国和日耳曼农村相比，西班牙的农村享有一定程度的繁荣，但是西哥特人对与他们的人民和国家在公共福利、社会稳定和基础设施建设上的贡献依然是微不足道的。这导致他们的垮台——当8世纪摩尔人到来之时，他们已经无法获取他们臣民的忠诚。

## 穆斯林統治時期和收复失地运动（711－1492）
到711年，阿拉伯人和柏柏尔人都改宗信仰在8世纪已经在北非占据主导地位的伊斯兰教。当时，一支由塔里克·伊本·齐亚德率领的突击队被派往伊比利亚半岛介入西哥特王国的内战。在横渡直布罗陀海峡之后，他们在711年夏取得一场决定性的胜利，在这场胜利中，西哥特王国国王罗德里克被击败并于当年7月19日在瓜达莱特战役（the Battle of Guadalete）中被杀。塔里克的上司——穆萨·本·努萨伊尔随后带领大批增援部队横跨海峡。至718年，穆斯林已经控制半岛的大部。但是其向欧洲的进一步进军则在732年的图尔战役中为法兰克王国的宫相查理·马特所挫。
倭马亚王朝的哈里发瓦利德一世十分重视军队的扩张，并建立这个时代最强大的海军。正是这种政策支持穆斯林在西班牙的扩张。哈里发瓦利德一世的统治时期也被认为是伊斯兰力量的极盛期。
阿尔-安达卢斯的统治者们由倭马亚王朝哈里发瓦利德一世在大马士革授予埃米尔头衔。在倭马亚王朝被阿拔斯王朝推翻之后，其部分统治阶层逃亡到西班牙，聚集在阿卜杜勒·拉赫曼一世的麾下，后者通过宣布科尔多瓦为独立的哈里发国向阿拔斯王朝提出挑战。当时的阿尔-安达卢斯充斥着阿拉伯倭马亚王朝统治者与当地西哥特-罗马天主教信众的内部冲突。
844年，维京人羞辱性的洗劫塞维利亚，并一度占领瓜达尔基维尔河。之后，哈里发国建立第一支海军。942年，异教徒马扎尔人袭击阿尔-安达卢斯。

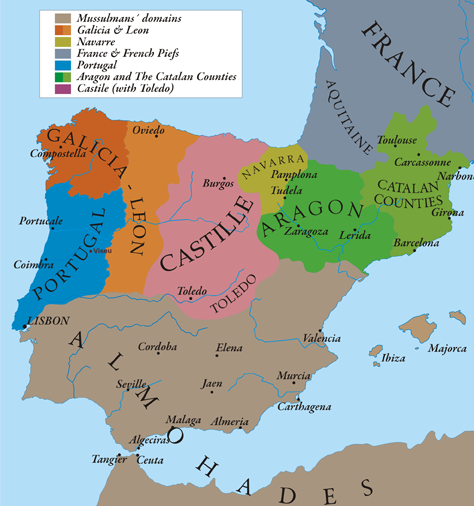
1210年时卡斯蒂利亚王国和阿拉贡王国的边界

10世纪，阿卜杜勒·拉赫曼三世宣布建立科尔多瓦哈里发国，断绝与埃及和叙利亚哈里发的联系。哈里发国十分关注维持其在北非的势力基地，但是这些财产在不断减少，最后只剩下休达行省。与此同时，被征服的基督教徒开始缓慢但是稳定地迁徙至北方的几个王国，从而使这几个北方王国的力量逐渐增强。但是既便如此，阿尔-安达卢斯在人口、经济、文化和军事力量方面相比于这些北方王国，即使是面对它们的联合，也拥有着巨大的优势。而这几个基督教王国之间的内部矛盾也使得它们无法对哈里发国产生威胁。
这个时期被称为"La Convivencia"，以宗教宽容而著称，而且还是西班牙犹太艺术的黄金时期（从912年——阿卜杜勒·拉赫曼三世统治时期至格拉纳达屠杀事件发生之时的1066年)。
当985年曼苏尔·伊本洗劫巴塞罗那之后，穆斯林对于用武力重新控制半岛产生浓厚的兴趣。他的儿子其后又袭击许多基督教城市。但是当他的儿子死去之后，哈里发国陷入内战，并分裂为多个“泰法王国”（Taifa Kingdoms）。诸泰法国的国王不仅在战争中相互竞争，而且还在艺术保护方面相互较劲，因此这个时期的艺术得到短暂的繁荣。这个时期，泰法王国失去原先占领的北方基督教王国的领土，在1085年失去托莱多之后，这些穆斯林统治者们只好不情愿的请求穆拉比特王朝的援助，后者则从北非侵入阿尔-安达卢斯并建立一个帝国。至1147年，这个帝国被阿尔摩哈德王朝的入侵者推翻，而这些阿尔摩哈德王朝的后继者们后来又在1212年的托洛萨的那瓦斯战役中被基督徒决定性的击败。
中世纪的西班牙持续着穆斯林和基督教徒间的战争。1147年继承穆拉比特王朝马格里布地区和安达卢西亚地区的阿尔摩哈德王朝信仰更为坚定的伊斯兰原教旨主义，对待齐米（穆斯林治下的異教徒）极为苛刻。面对死亡、改宗和移民的选择，许多犹太人和基督徒选择离开。至13世纪中期，格拉纳达王国成为西班牙唯一一个保持独立的伊斯兰国，这个政权一直延续到1492年。
收復失地運動的結果，使伊比利半島形成眾多基督教王國，為首的是卡斯提爾王國、亞拉岡王國、納瓦爾王國、葡萄牙王國。除上述四國外，還有卡斯提爾國王兼任君主的雷昂王國、加里西亞王國、托雷多王國、穆爾西亞王國、哥多華王國、哈恩王國、塞維利亞王國、格拉納達王國、阿斯圖里亞斯親王國、阿拉瓦侯國、比斯開莊園、莫利納莊園（以上諸國與卡斯提爾王國形成卡斯提爾王冠）；亞拉岡國王兼任君主的巴塞隆那伯國、瓦倫西亞王國、馬略卡王國（以上諸國與亞拉岡王國形成亞拉岡王冠）。
加泰罗尼亚骑士团——被认为是西欧第一支雇佣兵军队，占领雅典公国，并在阿拉贡王国的庇护下统治到1379年。

## 西班牙王国

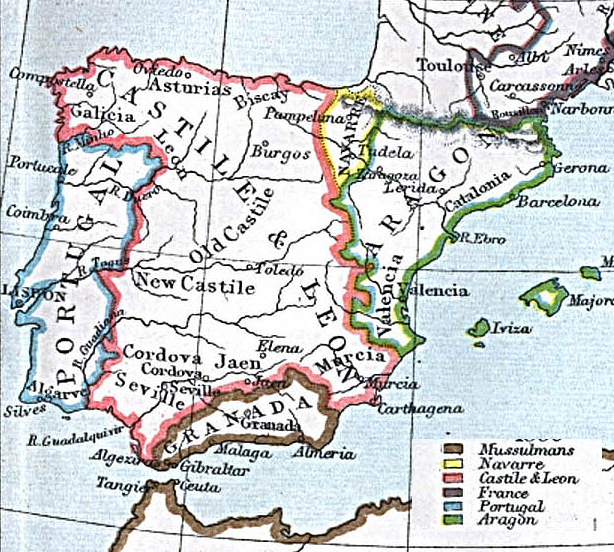
1360年时伊比利亚半岛上的各王国

随着收复失地运动的持续进行，基督教诸王国和侯国的势力得到不断增强。至15世纪，卡斯蒂利亞王權（領有伊比利亚半岛的西北部和中部地区）和阿拉贡王權（領有半岛东北部地区）成为其中最强大的勢力。两个国王与葡萄牙、法国和其他邻近国家的統治者展开政治联姻。1474年恩里克四世去世，引发一场争夺王位继承权的斗争。其中包括葡萄牙和法国所支持的霍安娜·贝尔特兰內哈（Joanna La Beltraneja）以及阿拉贡王冠和卡斯蒂利亚王冠諸國贵族所支持的伊莎贝拉一世。在卡斯蒂利亚王位继承战争之后，伊莎贝拉獲取王位，并与其丈夫——阿拉贡的斐迪南二世实行共治。兩人的聯姻使兩人得以共同統治絕大部分西班牙領土，斐迪南於1512年成為納瓦爾國王後，成為西班牙全境唯一的君主（卡斯蒂利亚女王胡安娜被他囚禁，无实权），從而使西班牙全境政治達成統一，然而在1833年之前，西班牙境內的眾多基督教王國，並未正式形成為單一且集權的西班牙王國。
伊莎贝拉和斐迪南被称为“天主教的君主”，该头衔由教宗亚历山大六世授予。他们于1469年在巴利亚多利德结婚，令伊比利半島上除了葡萄牙與納瓦爾之外的王位，皆由這對夫妻持有，從而實現政治統一。他们见证收复失地运动的最后一个阶段——从摩尔人手里夺回格拉纳达；他们征服加纳利群岛；在国内他们发布阿兰布拉诏书从而将犹太人和穆斯林驱逐出西班牙。他们支持克里斯托弗·哥伦布的探险——后者成为自莱夫·埃里克松之后第一个到达新大陆的欧洲人——这为西班牙带来大量的财富，从而为西班牙諸國在接下来的两个世纪里成为欧洲的主导力量提供资金支持。

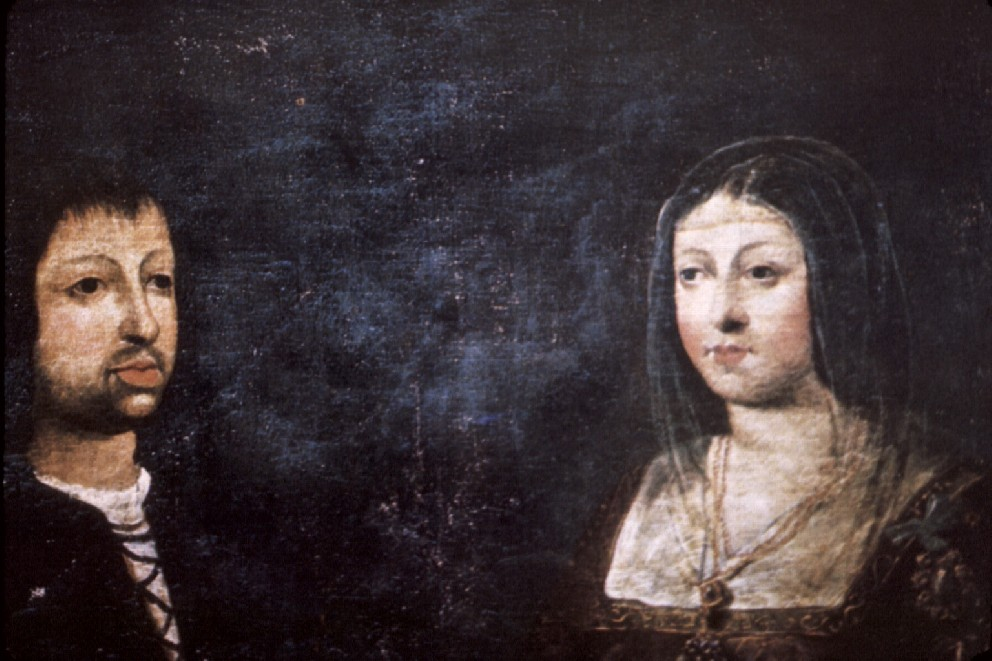
伊莎贝拉和斐迪南结婚时的画像

伊莎贝拉通过其5个孩子的战略性联姻保证西班牙諸國长期的政治稳定。她的第一个孩子——大女儿伊莎贝拉公主嫁给葡萄牙王储阿方索，以寻求和该邻国的密切联系，但是伊莎贝拉公主不久就因难产而死。伊莎贝拉的次女胡安娜嫁给神圣罗马帝国皇帝马克西米连一世之子、波西米亚国王美男子菲利普并获得神圣罗马帝国王位的继承权。这次联姻确保和强大的神圣罗马帝国的联姻，从而保证西班牙未来政治的安全。伊莎贝拉的独子——阿斯图里亚斯王储胡安则娶奥地利的玛格丽特，从而维持和西班牙諸國所倚重的哈布斯堡皇朝的联系。她的第四个孩子——阿拉贡和卡斯蒂利亚的玛利亚则嫁给葡萄牙的曼努埃尔一世，进一步巩固通过其姐姐的婚姻建立起来的雙方联系。她的第五个孩子——阿拉贡的凯瑟琳则嫁给英格兰国王亨利八世，生有一女玛丽一世。
直至13世纪，阿拉贡和卡斯蒂利亚對宗教少数派（犹太人和穆斯林）保持宗教宽容。但是在14世纪犹太人的境遇直转急下，迫害在1391年的大规模屠杀——当时除了阿维拉，其他主要城市都发生屠杀——中达到高潮。在接下来的一个世纪里，总数为20万人的西班牙犹太人中有一半都改宗信基督教（成为“改宗者”）。迫害的最后一个阶段由两位“基督教君主”施行，他们在1492年发布诏令，命令剩余的犹太人改宗，否则将被驱逐出西班牙諸國。根据不同的信息来源，被驱逐的犹太人的数量可能从4万到12万不等。在接下来的几十年里，穆斯林也遭受到相同的命运——被迫改宗（改宗者被称为“摩里斯科人”）或被驱逐。犹太人和穆斯林并非这个时期唯一遭受迫害的人群。吉普赛人也面临着悲惨的命运：所有年龄在18-26岁之间的吉普赛男性都必须在桨战船上服役——这相当于判他们死刑，但是其中的大部分都成功的躲藏起来并逃避追捕。

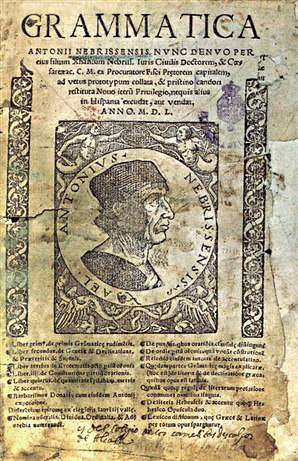
安东尼奥.德.内布里哈撰写的《卡斯蒂利亚语语法》的扉页

### 西班牙语和大学
在13世纪，西班牙諸國的基督教地区存在多种语言，包括卡斯蒂利亚语、加泰罗尼亚语、巴斯克语、加里西亚语、阿兰尼斯语和莱昂尼斯语。但是一个世纪之后，卡斯蒂利亚语（即现今的西班牙语）成为卡斯蒂利亚王国内最重要的文化和交流工具。在卡斯蒂利亚费尔南多三世统治的最后一年，官方文件开始使用卡斯蒂利亚语撰写；直到阿方索十世统治期间，卡斯蒂利亚语成为官方语言。从此之后卡斯蒂利亚所有的官方文件都使用卡斯蒂利亚语撰写，所有的外语文本也都由原来翻译为拉丁文本改成翻译为卡斯蒂利亚语文本。
13世纪，莱昂和卡斯蒂利亚建立许多大学，如萨拉曼卡大学和巴伦西亚大学都是欧洲最早建立的大学。在伊莎贝拉和斐迪南治下，萨拉曼卡大学教授安东尼奥·德·内夫里哈撰写的《卡斯蒂利亚语语法》的第一个版本在1492年出版。

## 西班牙帝国
西班牙帝国是近现代历史上第一个全球性帝国。它也是世界历史上规模最大的帝国之一。在16世纪，西班牙諸國和葡萄牙是欧洲进行环球探险、殖民扩张和开拓跨洋商路的急先锋。当时西班牙和美洲大陆之间的跨大西洋商路和途径菲律宾的东亚与墨西哥之间的跨太平洋商路十分繁荣。西班牙征服者摧毁阿兹特克文明、印加文明和實際上經已走到衰落盡頭的玛雅文明，将北美洲和南美洲的广阔土地纳入自己的版图；又於1580年入侵葡萄牙王國，建立西葡帝國。西班牙帝国依靠其经验丰富的海军纵横大洋；依靠其著名的、可怕而训练有素的步兵——西班牙步兵大方阵在欧洲战场上占尽优势。正如著名法国历史学家皮埃尔·维拉（Pierre Vilar）所说：“这是人类历史上正在上演的最特别的一幕史诗。”在16和17世纪，西班牙文化也正处于其黄金时代。

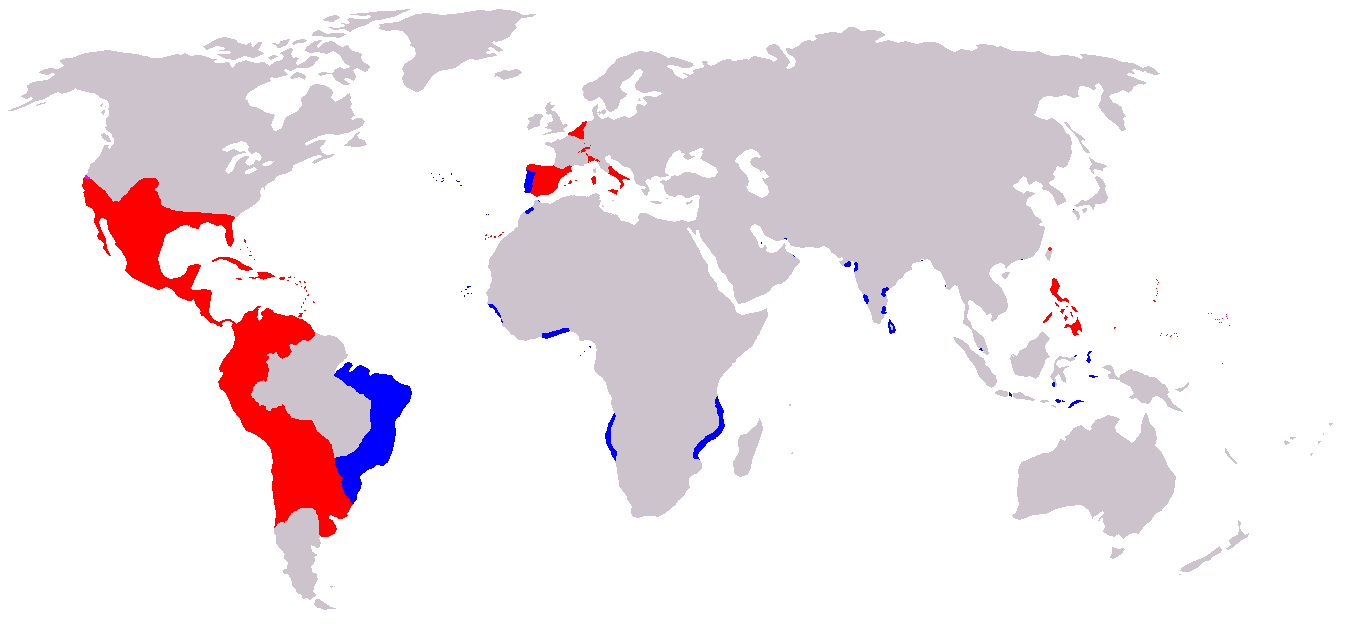
西班牙君主统治下的伊比利亚共主联盟时期（1580－1640）的西班牙帝国和葡萄牙帝国地图

但是最初的美洲殖民地是令人沮丧的，尽管殖民对于贸易有刺激作用，当时的贸易规模仍然很小。随着殖民者来到新大陆的天花和麻疹等疾病使土著人口急剧减少，特别是在阿兹特克、玛雅和印加等文明的人口聚居区；而这又进一步削弱被征服地区的经济发展潜力。

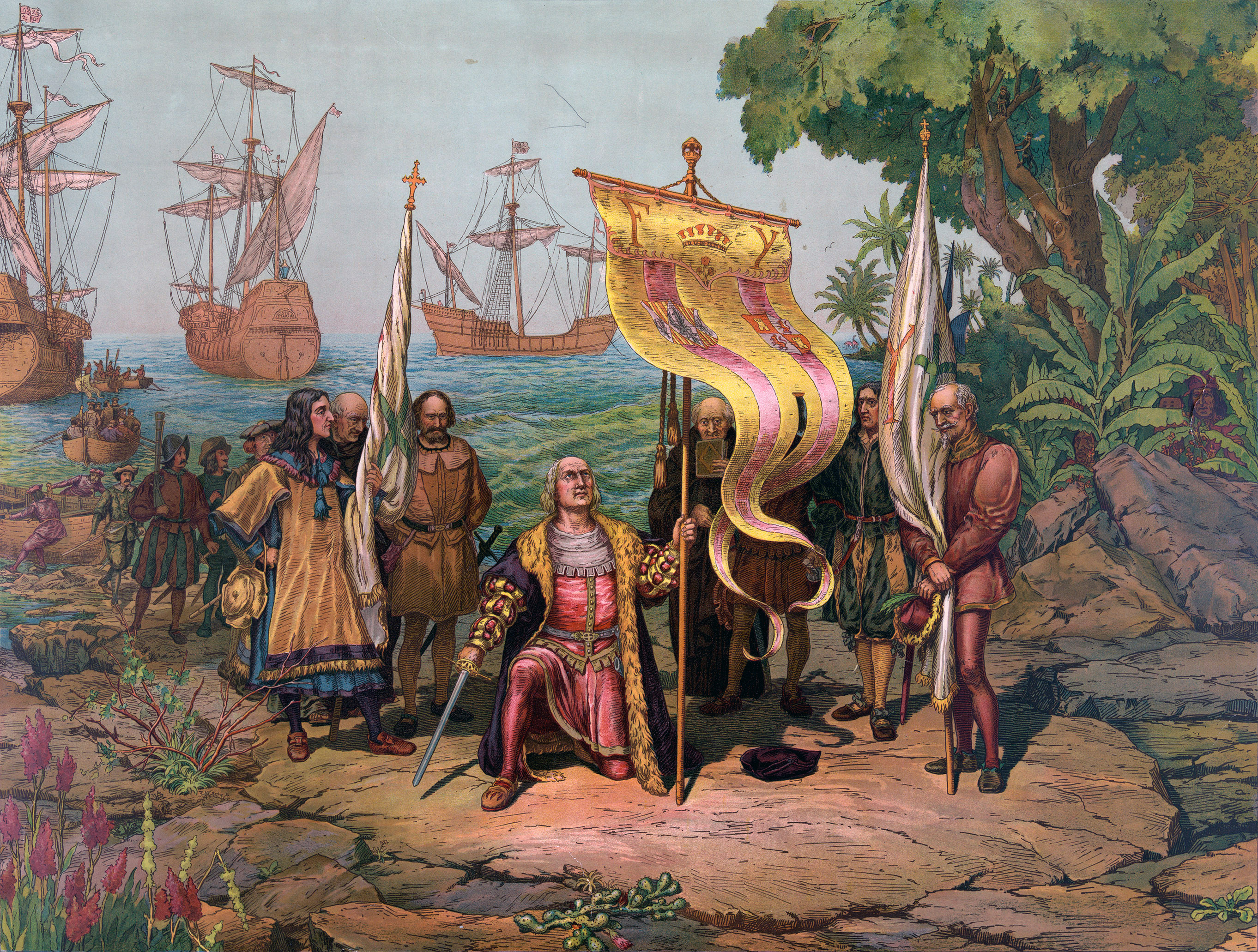
哥伦布踏上新大陆

在16世纪20年代，墨西哥的瓜纳华托发现银矿，开始大量产出白银，其后又在墨西哥的萨卡特卡斯和秘鲁的波托西发现银矿，美洲的白银输出急剧增加。运载白银的船队往返于大西洋两岸，重新带动西班牙的经济，使其得以进口奢侈品和谷物。白银输出同时也是西班牙哈布斯堡王朝维持其用于进行在欧洲和北非的一系列战争的军事力量的重要财政来源，虽然除了17世纪的少数年份，西班牙本土（特别是卡斯蒂利亚地区）的税收仍然是殖民帝国最重要的收入来源。尽管从17世纪40年代开始，西班牙諸國便经历着军事力量和经济实力的衰退，但是自1580年西班牙諸国和葡萄牙王国形成君合國（1640年重新分离）开始到19世纪其失去美洲殖民地，期间它都是世界上最大的殖民帝国。面对新的挑战以及殖民帝国建立过程中遇到的困难和灾难，西班牙的思想家们在自然法、国家主权、国家法、战争和经济等方面阐述最初的现代思想。在萨拉曼卡学派等的影响下，他们甚至对帝国主义的合法性提出质疑。

## 哈布斯堡家族统治时期（1516－1700）
西班牙諸国在哈布斯堡王室统治时期达到顶峰，随后又陷入衰退。身兼神圣罗马帝国的皇帝和西班牙諸國的國王查理五世（卡洛斯一世）治理下的西班牙諸国在欧洲的领土达到极限。

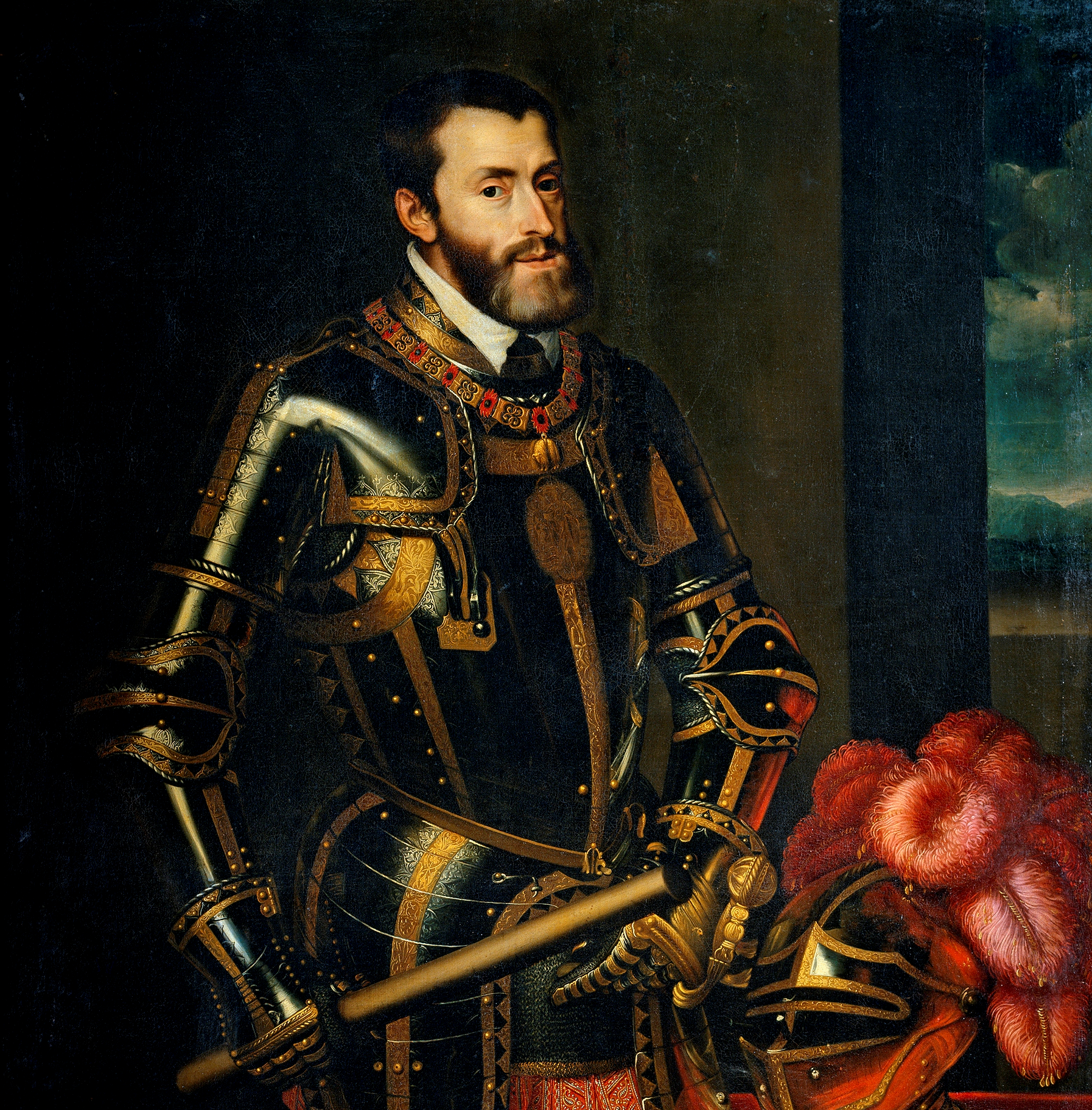
西班牙的卡洛斯一世（在英语世界里通常被称为神圣罗马帝国皇帝查理五世）是当时最有权势的欧洲君主

由于胡安王子和伊莎贝拉公主先后去世且都没有存活的后代，胡安娜和菲利普夫妇成为双王的继承人。1504年伊莎贝拉一世驾崩，胡安娜和菲利普继位，菲利普称费利佩一世。1506年费利佩一世驾崩，斐迪南成为卡斯蒂利亚摄政，1509年以胡安娜精神失常为由将其关在一家修道院里。1516年斐迪南驾崩，胡安娜继位为亚拉冈女王，胡安娜的长子查理也根据母权继位称共治国王卡洛斯一世，名义上与胡安娜共治，但胡安娜仍然被关在修道院里直到1555年驾崩。1519年，卡洛斯登基为神圣罗马帝国皇帝查理五世。从此西班牙諸國便越来越深地卷入欧洲的王朝斗争之中。
查理五世并不经常待在西班牙，而在其弥留之际，他将哈布斯堡的庞大遗产分为两部分：一部分是西班牙諸國及其在地中海和海外的财产，另一部分是神圣罗马帝国。此外，哈布斯堡在尼德兰的财产仍然归属于西班牙国王。
这次财产划分被证明是对于其继承者費利佩二世的巨大挑战，他在查理五世于1556年退位之后成为西班牙国王。西班牙諸國躲过肆虐于欧洲其他地区的宗教冲突，仍保有天主教的信仰。費利佩二世把他自己当成对抗奥斯曼土耳其和异教徒的天主教斗士。在16世纪60年代，他试图加强对尼德兰的控制，但却导致该地区的动荡不安，并逐渐使加尔文教派掌握主导权，发动反叛运动和八十年战争。这使得西班牙的财政消耗殆尽。其后西班牙諸國又试图征服英格兰——后者是荷兰谨慎的支持者——这导致无敌舰队在英西战争（1585－1604）和法西战争（1590－1598）中的覆灭。
尽管存在着这些问题，但是自16世纪中期开始不断从美洲流入的白银、西班牙步兵的声名和很快地从无敌舰队的覆灭灾难中恢复过来的海军都使得西班牙仍旧保持在欧洲的主导地位。1580年西班牙諸國和葡萄牙王國合并组成伊比利亚联盟，这不仅使半岛得以统一，也将两个殖民帝国的全球资源都整合到哈布斯堡王朝之下。但是，卡斯蒂利亚的经济和行政问题以及本土经济的衰弱在接下来的一个世纪变得日渐明显：高涨的通货膨胀、将犹太人和摩尔人驱逐出西班牙的不良后果以及西班牙对黄金、白银日益增长的依赖性，导致政府的几次破产和由此而起的数次经济危机，这种情况在不堪重负的卡斯蒂利亚地区尤为严重。
西班牙沿海的村庄和巴利阿里群岛时常遭受来自北非的巴巴利海盗的攻击。福门特拉岛上的居民甚至短暂的撤离该岛。后来海盗的侵袭蔓延至西班牙其他沿海地区和意大利沿海地区，海盗从他们的北非巢穴出发只要横渡一片平静的海域很快就能到达这些地区。其中最著名的海盗是土耳其的巴巴罗萨（“红胡子”）。据罗伯特·戴维斯统计，16世纪至19世纪，约有100万到125万欧洲人被北非海盗捕获，并作为奴隶卖至北非和奥斯曼帝国等地。这种情况在西班牙和其他基督教势力开始抑制穆斯林在地中海的海军力量并取得1571年勒潘多海战的胜利之后才有所缓解，但是海盗问题仍然在接下来的一个世纪里困扰着西班牙。
1596至1602年的塞尔维亚大瘟疫导致约60万－70万人的死亡，约占当时西班牙国内人口的10%。而17世纪的另一场大瘟疫更是导致约100万人死亡。
費利佩二世于1598年去世，其子費利佩三世继承王位。在其统治其间，他与荷兰签订十年停战协定，但是随后又卷入欧洲范围的三十年战争之中。这时的政府政策受到君主的个人喜好而左右。不过这个时期也出現如格雷考和塞万提斯这样的天才人物。
西班牙的費利佩四世于1621年继承王位。当时西班牙政府的政策大部分由大臣加斯帕尔·德·古兹曼·皮尔蒙特所主导。1640年，正当中欧的战事连绵不绝，除了法国其他国家都未占到丝毫便宜的时候，葡萄牙和加泰罗尼亚地区发生叛乱。为了国内的稳定，西班牙諸國放弃葡萄牙，但是在意大利和加泰罗尼亚大部分区域，法国势力都被驱逐出去，加泰罗尼亚的独立运动也被镇压下来。在費利佩的有智能障礙的儿子卡洛斯二世统治期间，西班牙諸國失去了其在欧洲的领导地位，而脫離了列強名單。
卡洛斯二世死后，哈布斯堡王朝在西班牙绝嗣，随之而来的是西班牙王位继承战争，各国都想染指西班牙王位。法国国王路易十四最终“赢得”这场战争，波旁王朝最终获得西班牙的控制权，但是作为妥协条件，法国与西班牙諸國及其欧洲领土不可合并。

### 黄金时代

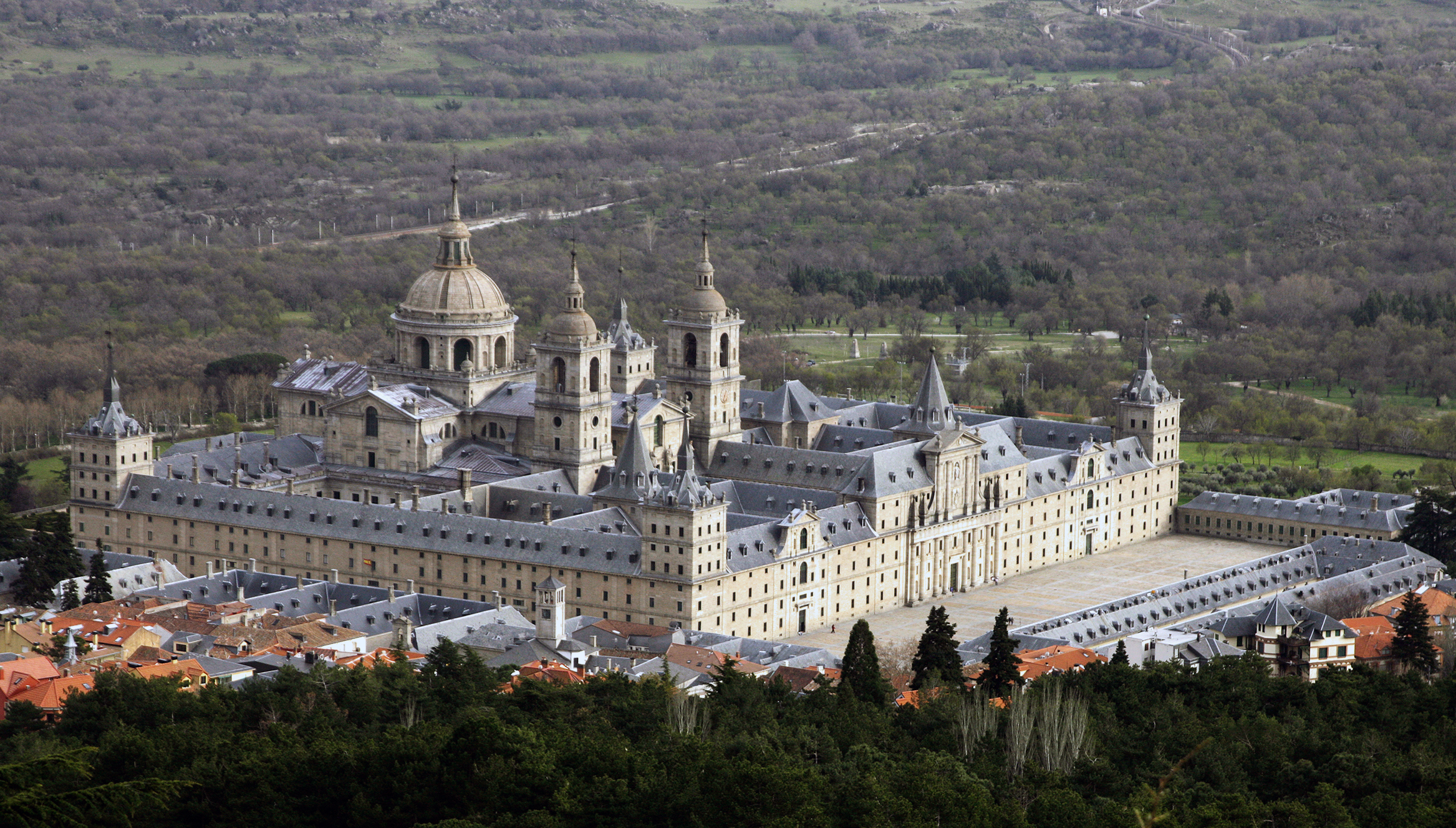
埃斯科里亚尔修道院

西班牙的黄金时代是指西班牙諸国（包括现今的西班牙和拉丁美洲的西班牙语国家）艺术和文学繁荣的时期，这个时期正好是哈布斯堡王室统治的衰弱期（費利佩三世、費利佩四世和查理二世）。1695年新西班牙成立。
西班牙諸國和奥地利的哈布斯堡王室均是其国内主要的艺术赞助人。費利佩二世所修建的恢弘的皇家修道院——埃斯科里亚尔修道院当时吸引众多的欧洲伟大建筑师和画家。委拉斯开兹被认为是欧洲历史上影响最大的画家，在当时也极受推崇，他和費利佩四世及其首席大臣奥利瓦雷斯公爵保持着良好的关系，其存世的几幅画像展示其独特的风格与高超的技术。格雷考是这个时期定居于西班牙的广受推崇的希腊艺术家，他为西班牙艺术注入意大利文艺复兴的风格，并创造出一种独特的西班牙绘画风格。许多西班牙最伟大的音乐也被认为出自该时期。汤玛斯·路易斯·德·维多利亚、路易斯·米兰（Luis de Milán）和阿隆索·洛博（Alonso Lobo）等作曲家的作品是文艺复兴音乐的重要组成部分，他们创造轮唱（Antiphon）和对位法等音乐技巧，其影响甚至远及巴洛克时期。
西班牙文学在这个时期也十分繁荣，其中最具代表性的是《堂吉诃德》的作者塞万提斯的作品。西班牙最为多产的剧作家是洛佩·德·维加，他一生中可能完成多达1000部的剧作，其中约有400多部留存至今。

## 波旁家族统治時期（1700－1808）
来自波旁家族的費利佩五世是西班牙波旁王朝的第一位国王，由於大部分的阿拉貢王冠諸國貴族於西班牙王位继承战争中反對波旁王朝出身的費利佩五世，因此費利佩五世繼承西班牙諸國的王位後頒布新基本法令，1707年至1716年間相繼取消阿拉貢、加泰隆尼亞、瓦倫西亞、馬略卡等國的議會與自治立法權，使上述諸國納入卡斯提爾王冠的管轄，阿拉貢王冠消滅。卡斯提爾王冠的总议会，更乐意于接受国王的旨意，西班牙不仅在文化上，而且在政治上也成为专制主义的法国的追随者。其后，波旁王朝的斐迪南五世和卡洛斯三世继续统治着西班牙諸國。

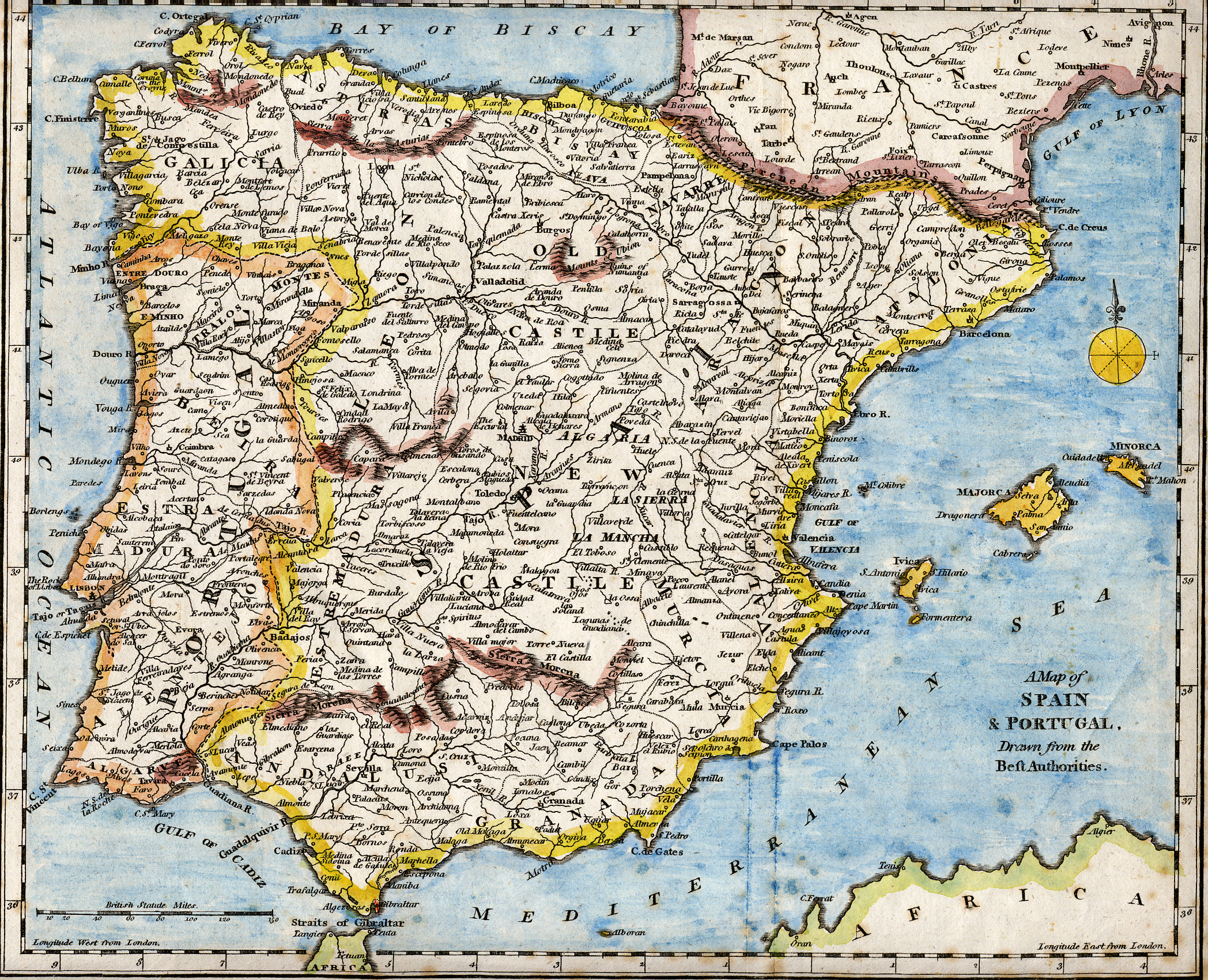
18世纪伊比利亚半岛的政区图

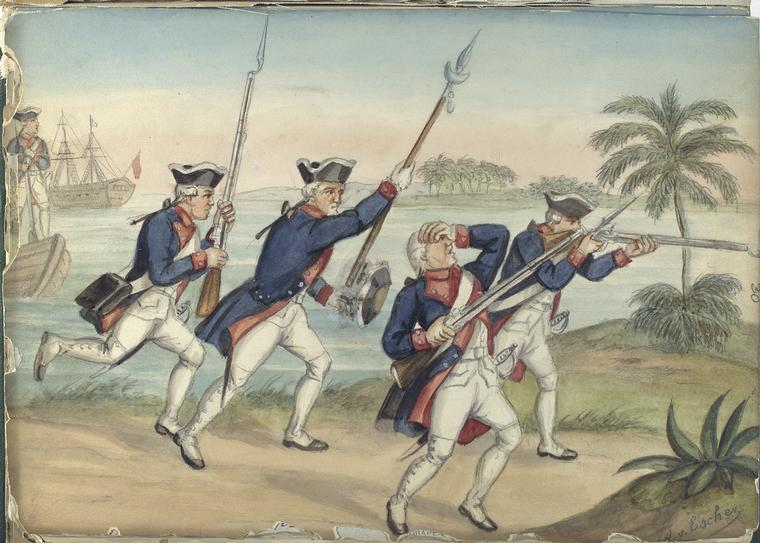
正在发动进攻的西班牙步兵（18世纪40年代）

在卡洛斯三世及其大臣伊斯奎拉克侯爵莱奥波尔多·德·格雷戈里奥等人的统治下，西班牙諸國开始实行开明专制，这在18世纪中期为西班牙諸國带来新的繁荣。尽管与法国一同打输对抗英国的七年战争，但是在其后的美国独立战争中西班牙諸國却夺回之前失去的大部分领土，国际地位也得到改善。然而，卡洛斯三世的改革精神在其子卡洛斯四世的统治时期荡然无存，后者被认为存在智力障碍。在他的妻子的情人曼努埃尔·德·戈多伊的操纵下，卡洛斯四世废除卡洛斯三世时期诸多的改革政策。在法国大革命战争其间短暂的反对法国大革命之后，西班牙諸國被哄骗加入与这个邻国的不稳固的联盟，从而遭致英国的封锁。卡洛斯四世优柔寡断，后来又拒绝加入法国皇帝拿破仑一世的大陆封锁体系，导致法军于1808年入侵西班牙諸國，这又最终触发西班牙独立战争。
在由于哈布斯堡王室腐朽的统治所导致的西班牙諸國於17世纪后半叶的衰弱之后，18世纪的大部分时间里西班牙取得实质性的发展。但是这种发展无法挽回西班牙相较于欧洲其他发生巨大变革地区，如英国、法国和荷比盧等國，在政治和商业发展上的落伍。因拿破仑的入侵而爆发的混乱又进一步扩大这条鸿沟。

## 西班牙独立战争（1808－1814）

戈雅所作《1808年5月2日》，展示西班牙反抗者被拿破仑军队处决的场景

18世紀和19世紀之交的法國大革命和拿破崙戰爭在全歐洲引起混亂，西班牙諸國在拿破仑战争初期站在法国的对立面，但是西班牙諸國军队的战败促使卡洛斯四世与革命中的法国结盟。之后，在1805年的决定性的特拉法加海战之中，法西联合舰队的主力被消灭殆尽，这又促使西班牙諸國重新考虑与法国的结盟。西班牙諸國退出大陆封锁体系，而拿破仑和西班牙諸國又进一步交恶，最终导致法国於1808年入侵西班牙諸國，半島戰爭爆發，法蘭西皇帝拿破崙一世迫使卡洛斯四世退位，於馬德里扶立其兄長約瑟夫·波拿巴（即何塞一世）成為西班牙諸國的國王，頒布巴約訥規約，使西班牙第一次成為這個國家的正式稱呼。
卡斯提爾總议会流亡至加的斯。1812年，加的斯议会创立第一部现代西班牙宪法1812年西班牙宪法中亦使用西班牙諸國作為西班牙的正式國號。由於西班牙諸國遭受到英国的封锁，使西班牙諸國於美洲的殖民地与伊比利本土断绝音讯，美洲殖民地开始自行与英国进行贸易。其后它们在南美洲击退英国的入侵，这进一步鼓励殖民地的独立倾向，但殖民地议会仍然宣布支持斐迪南七世，希望在议会已经起草的自由派宪法的框架下从马德里获得更大的自治权。
威灵顿公爵指挥下的英国军队和拿破仑的军队在半岛战争中展开战斗，在这场残酷的战争中，出现西方现代史上的首次游击战：法国在西班牙境内的补给线受到西班牙游击队的多次攻击。伊比利亚半岛的战争局势不断反复，威灵顿花了数年时间坚守位于葡萄牙的堡垒，并在西班牙境内发动数次战役。1813年，在决定性的维多利亚战役中，法军被击败。1814年，斐迪南七世復辟。

## 恢复君主制以及面临的问题（1814－1873）

欧洲 - 1814

虽然将法国军队赶出西班牙諸國之后，西班牙諸國议会已经宣誓恪守1812年宪法，但是斐迪南七世公开宣称这个国家太自由了。他回到西班牙諸國后，拒绝向宪法宣誓，并继续以其祖先的那种权力专制主义的方式进行统治。
虽然西班牙諸國的伊比利本土接受费迪南的这种态度，但是西班牙帝国的新世界部分对此表示反对。革命爆发。西班牙由于之前与法国的作战和国家重建而濒于破产，甚至无法为士兵发饷，最终被迫于1819年将佛罗里达以500万美元的价格卖给美国。1820年，一支被派往殖民地（此时的殖民地处于风雨飘摇之中，受到来自反叛分子和门罗主义的双重威胁）的远征军在拉斐尔·德尔列戈领导下于加的斯发动起义。全西班牙的军队都声明对这些起义者表示同情。斐迪南被迫接受自由派的1812年宪法。在自由派得势期间，斐迪南处于事实上的被软禁状态。
自由派统治三年时间，其后发生西班牙内战，这场战争为之后一个世纪的西班牙政治定下一个基调。自由派的政府被当时的欧洲各国看成是大革命时期法国政府的翻版，引起1822年凡罗拿会议的敌视，法国被授权介入这场战争。法国使用其强大的军事力量——西班牙远征军摧垮自由派政府，斐迪南重掌权力。此时，美洲殖民地已经完全沦陷；1824年，美洲大陆的最后一支西班牙军队在南秘鲁地区的阿亚库乔战役中被击败。
接下来的十年内，西班牙局势动荡不安。由于斐迪南只诞有一名女性继承人，西班牙王位很有可能由其兄弟唐·卡洛斯王子继承。此时的斐迪南由于惧怕外国干涉，已经和保守派结盟，他没有把卡洛斯王子的不同政策作为一种可行的选择来考虑。斐迪南随后颁布1830年国事诏书，使其女儿伊莎贝拉能够继承王位，从而破灭卡洛斯王子的希望。卡洛斯王子逃往葡萄牙，对抗这份诏书。
斐迪南死于1833年，随后年仅三岁的伊莎贝拉登基，即伊莎贝拉二世，由此引发第一次卡洛斯战争。卡洛斯率军侵入西班牙，并获得西班牙保守派的支持；伊莎贝拉的母亲——两西西里的玛丽亚·克里斯蒂娜则被推举为摄政，直至其女儿成年。1836年憲法使得伊莎貝拉二世成為西班牙諸國女王，此後西班牙一直是正式國號，未再變動。
1833年末，叛军看起来已经接近毁灭边缘；玛利亚·克里斯蒂娜被称为“克里斯蒂诺军”（"Cristino" forces）的军队，已经将叛军赶出巴斯克的大部分地区。但是其后卡洛斯任命了巴斯克总督托马斯·德·祖玛拉卡里格为他的总司令。祖玛拉卡里格使叛军恢复了战斗力，至1835年他已经将克里斯蒂诺军赶至埃布罗河边，并将原本士气低落的叛军改造成了一支拥有3000多素质较之政府军更为优秀的士兵的军队。
1835年，祖玛拉卡里格的死改变卡洛斯派的命运。克里斯蒂诺军在贝尔加拉亲王巴尔多梅罗·埃斯帕特罗的有力指挥下，在1836年的勒查纳战役（Battle of Luchana）中获得胜利，扭转战争局势。1839年，一纸《贝尔加拉协议》结束第一次卡洛斯战争。
埃斯帕特罗由于战争中的表现成为战争英雄，广受欢迎，被称为“西班牙的保护者”（Pacifier of Spain）。他要求玛利亚·克里斯蒂娜进行自由主义改革。但是反对这项主张的玛利亚·克里斯蒂娜辞去摄政职位，并让埃斯帕特罗代替她成为摄政。但是随后埃斯帕特罗推行的自由主义改革遭到温和派的反对，这位前指挥官的雷霆手段在全国各地引起零星的暴动，这些暴动最终都被血腥的镇压。埃斯帕特罗在1843年被温和派的拉蒙·马里亚·纳维茨·坎波斯推翻，后者后来却被仍认为太过于倾向保守派。这时卡洛斯派又蠢蠢欲动，第二次卡洛斯战争随即于1846年在加泰罗尼亚爆发，但是由于缺乏组织，至1849年卡洛斯派被镇压。
成年后，西班牙的伊莎贝拉二世积极参与政府运作，但是在其统治期间却异常不受欢迎。人们认为她只亲近周围的人，而毫不关心西班牙的普通民众。1856年，她试图建立一个置于莱昂帕多·奥唐奈尔领导之下的跨国联盟——伊比利亚联盟，此时后者已经进军至马德里并解散由埃斯帕特罗组织的一届政府。但是伊莎贝拉的计划最终宣告失败，她的政治威信以及在民众中的受欢迎程度都大受打击。
1860年，伊莎贝拉发动一场由奥唐奈尔和胡安·普里姆指挥的、针对摩洛哥的战争，并取得胜利。这场战争提升伊莎贝拉在国内的威望。但是，钦查群岛战争期间的一场企图重新夺回秘鲁和智利的战役中，西班牙被南美国家所击败，遭遇到灾难性的失败。
1866年，胡安·普里姆领导的一次叛乱被镇压。但是很清楚，西班牙人民对伊莎贝拉的统治日渐不满。1868年，爆发光荣革命，进步人士弗朗西斯科·塞拉诺和胡安·普里姆联手发动叛乱，并在阿尔科莱阿战役中击败伊莎贝拉的军队。伊莎贝拉被放逐至巴黎。
之后两年西班牙又爆发革命，陷入无政府状态。1870年，西班牙议会宣布西班牙将会拥有一位新的国王。事后证明，这个决定在欧洲历史乃至世界历史中都扮演重要角色——由于法国反对德意志霍亨索伦王室的利奥波德亲王为王位候选人而发动普法战争。最后，议会选举意大利萨伏依王朝王子阿马德奥亲王为新王，并于1871年加冕。1869年憲法使得阿馬德奧一世成為西班牙國王，西班牙諸國到西班牙的轉變，象徵這個國家進一步的統一。
阿马德奥作为自由党人，已经向自由主义宪法宣誓。但是他立即就面临着一个艰巨的任务——整合四分五裂的西班牙政治形态。他为西班牙人之间以及西班牙各政党之间的相互斗争所折磨。

### 西班牙第一共和国时期（1873－1874）
在伊达尔戈事件（Hidalgo affair）之后，阿马德奥公开宣称西班牙人民是不可治理的，并逊位离开这个国家。王位虚悬时期，由激进派和共和党人组成的政府宣布成立西班牙共和国。

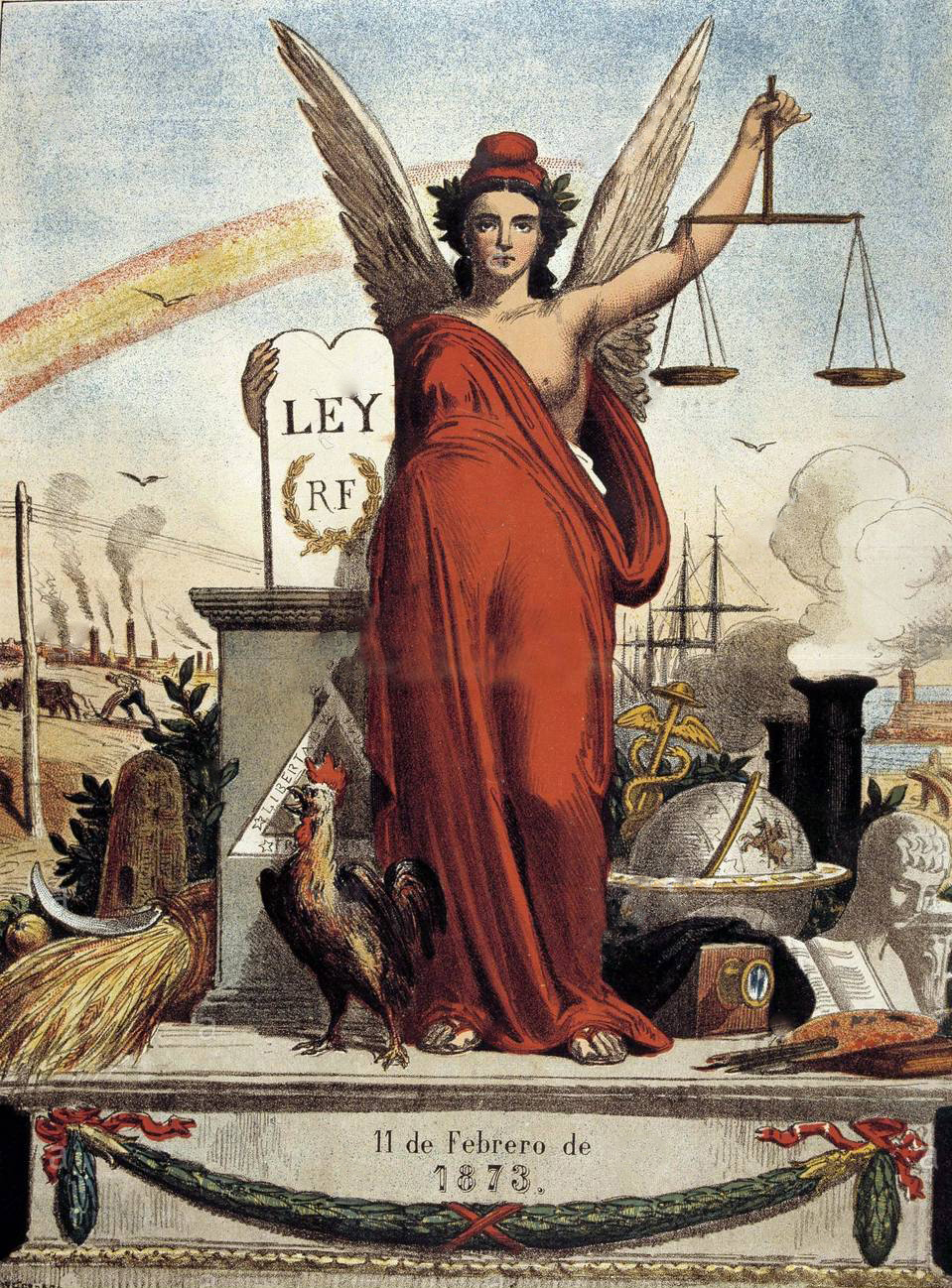
在当时一份共和派的讽刺性杂志中，西班牙第一共和国被描述成图中形象

共和国马上就面临着危机四伏的局面——卡洛斯派是其中最直接的威胁，他们在1872年选举中的惨淡表现之后发动一次大规模的暴动；而第一国际亦号召发动社会主义革命；起义和动荡局面席卷纳瓦拉和加泰罗尼亚地区；此外共和国亦为天主教会所反对。

## 复辟时期的西班牙（1874－1931）
虽然前女王伊莎贝拉二世仍然在世，但是她已经意识到自己可能会再次引起国内的分裂，于是在1870年她放弃王位转而支持她的儿子阿方索，后者正式加冕为西班牙的阿方索十二世。在西班牙第一共和国的骚乱局面之后，西班牙人更乐于接受波旁王朝统治下的秩序的回归。当时正在国内抵抗卡洛斯派暴动的共和军在马丁内兹·坎波斯准将的带领下于1874-1875年冬季向阿方索效忠。共和派政府被解散，随后在1874年新年前夕，阿方索任命他所信任的顾问安东尼奥·卡诺瓦斯·德尔·卡斯蒂洛为首相。阿方索主动出击，有力的镇压卡洛斯派，并很快的赢得大部分西班牙国民的支持。
西班牙很快就恢复秩序，帕拉希德斯·门托·萨迦斯塔所领导的自由派和安东尼奥·卡诺瓦斯·德尔·卡斯蒂洛所领导的保守派轮流执掌政权。在阿方索十二世统治期间，西班牙的政局得到改善，经济也获得部分的恢复。1885年，阿方索去世；之后卡诺瓦斯·德尔·卡斯蒂洛又于1897年被刺杀，政局再次动荡不安。
1868年开始的十年战争中古巴开始反抗西班牙的殖民统治，这导致西班牙的新世界殖民地上废奴主义盛行。美国对该岛和岛上的人民很感兴趣，遂使得局势愈加恶化。美国緬因號戰艦的爆炸引发1898年的美西战争，西班牙遭遇到灾难性的失败。最终古巴获得独立，而西班牙则失去它在新世界的最后一块殖民地——它将波多黎各连同太平洋上的关岛和菲律宾以20万美元割让给美国。1899年，西班牙将其在太平洋上仅剩的几个岛屿——北马里亚纳群岛、加罗林群岛和帕劳卖给德国，至此，西班牙的殖民地只剩下非洲的西属摩洛哥、西属撒哈拉和西属几内亚。

### 灾难的1898年
灾难性的1898年催生98世代，这批人由要求新政府变革的政治家和知识分子组成。无政府主义运动和法西斯主义运动在二十世纪初的西班牙盛行。1909年，加泰罗尼亚地区的一场叛乱被残酷镇压。

### 一战
西班牙在一战中的中立地位使其可以向战争双方提供其所需的物资，造就西班牙这个时期经济的繁荣。但是西班牙型流行性感冒的爆发和战后经济的减速给西班牙带来沉重的打击，使这个国家负债累累。1919年，一次大规模的工人罢工活动被镇压。
对西属摩洛哥摩尔人的虐待最终导致1921年爆发的起义，其后西班牙失去其在北非的殖民地，只剩下休达和梅利利亚两块飞地。因此阿方索十三世决定支持米格尔·普里莫·德·里韦拉将军的独裁，这标志着西班牙君主立宪时期的结束。
1925-1927年间，在法国的协助下，西班牙收复摩洛哥。但是1930年的政府破产和沸腾的民怨使得国王只能迫使普里莫·德·里韦拉辞职。出于对国王支持独裁活动的反感，在1931年4月的市政选举中，城市居民投票给共和派政党。国王在未逊位的情况下逃离西班牙，共和国随之建立。

## 西班牙第二共和国时期（1931－1939）
在第二共和国时期，妇女首次获得普选投票权。同时共和国向巴斯克自治区和加泰罗尼亚地区下放相当大的自治权。
由尼赛托·阿卡拉-扎莫拉和曼努埃尔·阿扎那领导的中左翼联盟组建共和国的第一届政府。普里莫·德·里韦拉政权遗留下来的经济混乱问题和巨额债务，以及乖张多变的执政联盟导致政局持续的动荡不安。1933年，右翼的西班牙自治权利同盟（CEDA）执掌政权；1934年10月，爆发大规模工人武装起义，紧张局势在阿斯图里亚斯和加泰罗尼亚地区达到定点，最后起义被CEDA政府强力镇压下去。这又在西班牙全境引发大规模政治运动，无政府主义、保守主义、法西斯主义和卡洛斯派死灰复燃，同时长枪党也已经出现。

### 西班牙内战时期（1936－1939）
20世纪30年代，西班牙政坛呈两极分化的局面，左翼与右翼针锋相对。左翼热衷于阶级斗争、土地革命、推行地方自治和打击教会以及保皇党势力。而右翼政党——其中右翼天主教联盟西班牙自治权利同盟（CEDA）为最大党——则对所有议题都持反对意见。1936年，人民阵线中的左翼联盟获得选举胜利。但是这个由中左翼所主导的联盟却被两方面的力量所削弱：一方面是以无政府主义的全国工人联盟和伊比利亚无政府主义联盟（Federación Anarquista Ibérica，FAI）为代表的革命团体；另一方面是以长枪党和卡洛斯派为代表的反民主的极右翼团体。前些年的政治暴力又重新出现：枪战取代罢工，无地劳动者开始强占土地，教会官员被杀，教堂被焚毁，等等。同时，右翼军事组织和雇佣枪手开始大批刺杀左翼活动分子。共和民主制下，各个政治派别之间从未达成和平所必须的一致意见和相互信任。最终，整个国家滑入内战的深渊。右翼和军队高层开始策划一场政变，并将长枪党政客何塞·卡尔沃·赛特罗被共和派政府警察枪杀一事作为起事信号。
1936年7月17日，弗朗西斯科·佛朗哥将军率领摩洛哥的殖民地军队攻入西班牙本土，同时由何塞·桑胡尔霍将军率领的另一支军队从纳瓦拉向南攻击。各地的部队都被调动起来接管政府机构。佛朗哥意欲立即攫取权力，但是遭到如马德里、巴塞罗那、巴伦西亚和巴斯克自治区等地区共和党人的有效抵抗，这意味着西班牙即将面临一场漫长的内战。不久之后，西班牙南部和西部都处于民族主义者的控制之下，他们的正规军非洲兵团是战争双方职业兵的最大来源。战争双方都拥有国外的援助，民族主义者从纳粹德国、意大利和葡萄牙得到援助；而共和派则获得苏联和由志愿者组成的国际纵队的支持。

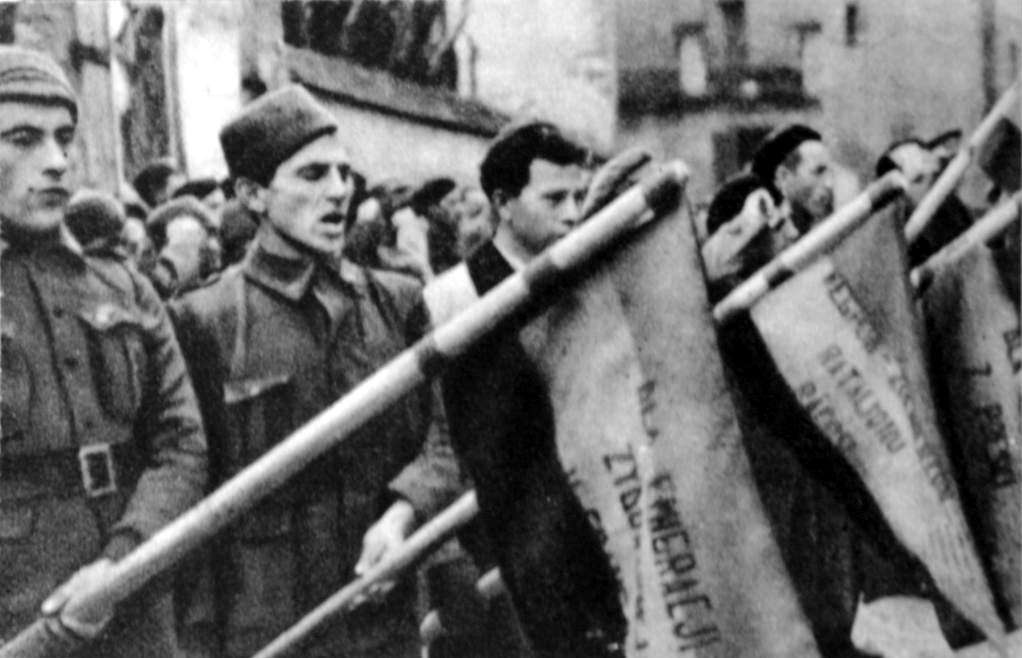
国际纵队中的波兰志愿者

战争初期共和派对阿尔卡扎的围困是战争的转折点，民族主义者长期坚守之后等来佛朗哥的援军，围困被解，民族主义者获胜。尽管民族主义者在1936年11月发动突袭，共和派还是成功的守住马德里，1937年前者又在加拉玛和瓜达拉哈拉地区发动攻击，皆以失败告终。但是不久民族主义者又开始攻击共和派的阵地，切断马德里的补给，并在马德里东面发动攻击。北方的巴斯克自治区于1937年后期陷落，不久阿拉贡前线也開始崩溃。民族主义者对格尔尼卡城的轰炸可能是战争期间最著名的事件，该事件是后来毕加索的名作《格尔尼卡》的灵感来源。此时的西班牙战场成为纳粹德国空军秃鹰军团的武器实验场。1938年7-11月间的埃布罗河战役是共和派试图扭转局势的最后一击，最终以失败告终，巴塞罗那在1939年初落入民族主义者的手中。战争很快就要结束。1939年3月，共和派的其余阵地全线崩溃，马德里也最终陷落。
这场战争造成30万至100万人的死亡，共和国消亡，佛朗哥则离其独裁者的梦想又近一步。佛朗哥将所有的右翼政党整合为改组后的长枪党，并禁止左翼和共和政党以及工会的活动。
战争期间双方都是残酷无情的，平民被屠杀或监禁的情况随处可见。战后的1939年至1943年，成千上萬的共和派遭到监禁，高达15万1000人被处死。许多共和派遭到流放，直到佛朗哥时期结束之后才回到国内。

## 佛朗哥时期（1936－1975）

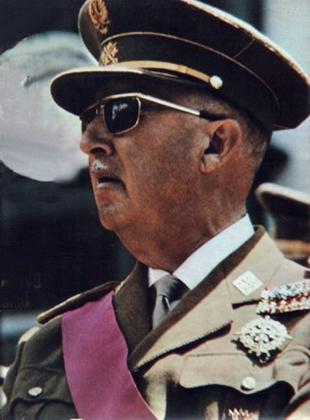
1969年的佛朗哥

西班牙在一战和二战中都保持中立，僅於1941年至1943年間派遣由志願者組成的“藍色師”協助德國對蘇作戰，但在内战期间仍然遭受战火之苦。佛朗哥执政期间，西班牙在经济和文化上基本与外部世界隔绝，但是随着经济的复苏，它迈出追赶其邻国的步伐。佛朗哥时期，西班牙曾积极寻求从英国手里收回直布罗陀海峡，并在联合国中寻找支持。60年代，西班牙开始对直布罗陀地区施加限制措施，并最终于1969年关闭国境线，并直至1985年才重新开放。
西班牙在摩洛哥的统治至1967年宣告终结。虽然在1957-1958年的伊夫尼战争中获得军事上的胜利，但是西班牙仍逐渐地放弃非洲的殖民地。1968年，它同意西属几内亚独立成为赤道几内亚；1969年，它又将位于摩洛哥内的飞地伊夫尼割让给摩洛哥。
佛朗哥统治后期开始实行一定程度上的经济和政治自由化，催生西班牙奇迹，其中就包括旅游业的繁荣。1975年11月20日，佛朗哥逝世，国家统治权被交予胡安·卡洛斯一世，佛朗哥时期结束。
佛朗哥逝世前几个月，西班牙的政府陷入瘫痪状态，从而使得摩洛哥国王哈桑二世从中获益，他发动“绿色进军”，迫使西班牙放弃其最后一块殖民地——西撒哈拉。

## 1975年以来的西班牙

### 向民主过渡
西班牙向民主或新波旁王朝的过渡即西班牙摆脱佛朗哥独裁统治，向自由民主国家转变的过程。这个过渡通常被认为开始于1975年11月20日佛朗哥去世的时候，至1982年10月28日社会主义的西班牙工人社会党在选举中获得胜利结束。
而在1978年至1982年间，西班牙的政府由民主中间派联盟所组建。
1981年2月23日发生未遂政变，安东尼奥·特赫罗带领一批公民警卫队进入众议院，并中断会议进程，当时莱奥波尔多·卡尔沃-索特洛即将被任命为首相。按照官方的说法，政变的失败应该归功于胡安·卡洛斯一世的介入。西班牙在卡尔沃-索特洛离职之前加入北约。
随着政治气候的变化，西班牙社会也发生彻底的改变。在佛朗哥治下，西班牙社会曾经极端保守，但是向民主过渡的进程亦使得社会价值观和社会风俗日渐自由化。

### 现代西班牙

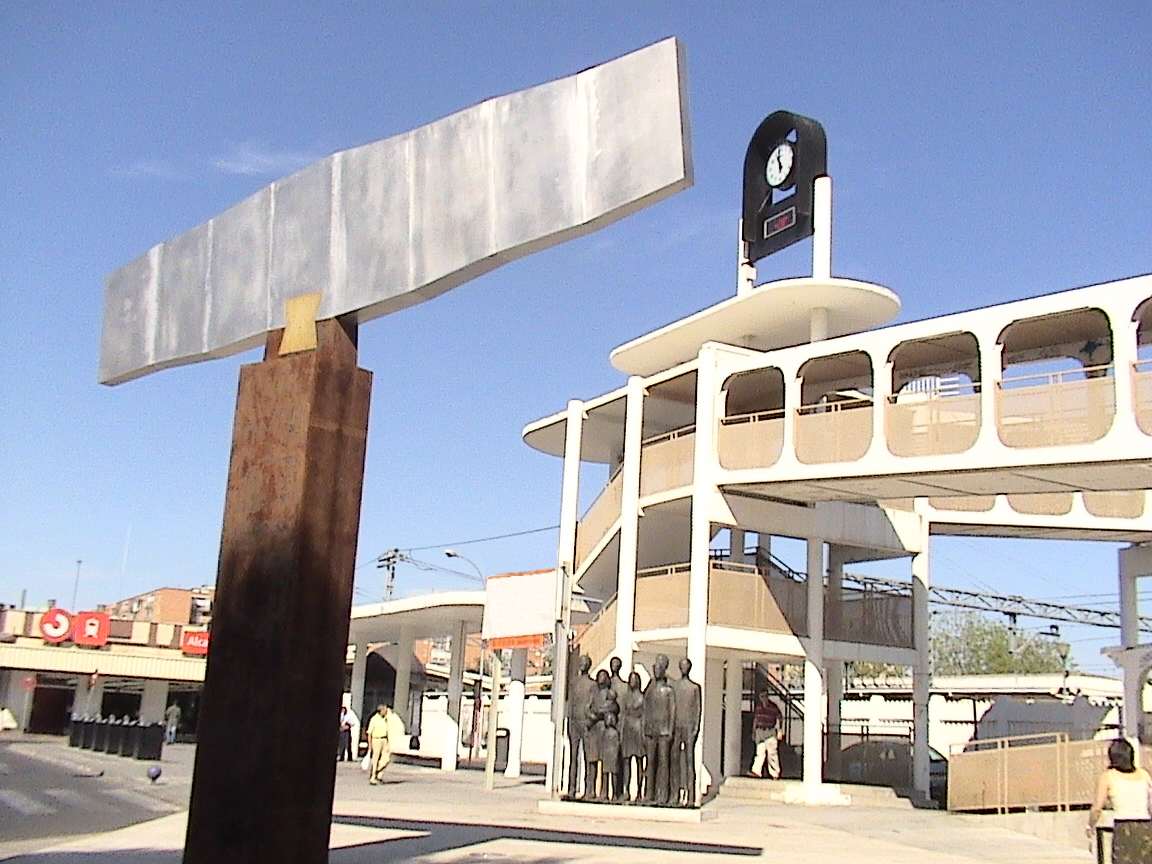
马德里三一一爆炸案

1982年至1996年，社会民主主义的西班牙工人社会党执掌政权，费利佩·冈萨雷斯任首相。1986年，西班牙加入欧洲经济共同体。1982，西班牙举办世界盃足球賽；1992年举办巴塞罗那奥运会和世界博览会。

西班牙行政区划图

1996年，人民党在选举中获胜，何塞·玛丽亚·阿斯纳尔出任首相。1999年1月1日，西班牙加入欧元区。2004年3月11日，大选前夕，处于早晨交通高峰时段的马德里发生一系列的恐怖炸弹袭击事件，191人死亡，数千人受伤。阿斯纳尔和他的大臣们声称埃塔对这次的暴行负责，但是随后的调查表明该事件是由一个与基地组织有关的极端伊斯兰组织实施的。事件发生当天，国外媒体即已经开始怀疑官方的说法，但是政府仍然坚持己见，人们认为这直接影响到之后的选举。当时的民意测验表明两大候选人之间的得票率十分接近，很难预测最后的胜出者。在爆炸案发生三天之后举行的选举中，西班牙工人社会党最终获胜，何塞·路易斯·罗德里格斯·萨帕特罗取代阿斯纳尔出任首相。
2005年7月3日，西班牙成为世界上第一个给予同性恋充分的结婚和收养孩子权利的国家。
西班牙如今是君主立宪制国家，由17个行政区组成，包括：安达卢西亚、阿拉贡、阿斯图里亚斯、巴利阿里群岛、加那利群岛、卡斯蒂利亚-莱昂、坎塔布里亚、卡斯蒂利亚-拉曼恰、加泰罗尼亚、埃斯特雷马杜拉、加利西亚、拉里奥哈、马德里自治区、穆尔西亚自治区、巴斯克自治区、巴伦西亚自治区和纳瓦拉，以及两个自治城市休达和梅利利亚。